# Trichaeta kannegieteri
Trichaeta kannegieteri là một loài bướm đêm thuộc phân họ Arctiinae, họ Erebidae.